# KIM 10
KIM 10 (rusky КИМ-10) byl osobní automobil vyráběný sovětskou automobilkou KIM (Komunistická Internacionála Mládeže). Motor a podvozek pocházely z Fordu Prefectu, karoserii navrhl V. Brodskij, příprava výroby proběhla v USA. Byl k dostání ve třech verzích: KIM 10-50 (dvoudveřový tudor), KIM 10-51 (dvoudveřový kabriolet) a KIM 10-52 (čtyřdveřový sedan). Vyrobilo se 100 kusů, převážně KIM 10-50.
V roce 1941 se firma přeorientovala na vojenskou výrobu a výroba aut byla dočasně zastavena. Po válce v roce 1945 se sestrojilo posledních 10 kusů, firma KIM se přejmenovala na Moskevský závod malolitrážních automobilů (MZMA) a od roku 1946 vyráběla automobily Moskvič 400.